# Plug and play
Plug and Play (скор. PnP), дослівно перекладається як «ввімкни і грай (працюй)» — технологія, призначена для швидкого визначення і конфігурування пристроїв в комп'ютері та інших технічних пристроях. Споконвічна технологія називалася NuBus і була розроблена Western Digital. Шина NuBus дозволяла додавати пристрої та налаштовувати їх програмними засобами. Технологія PnP заснована на використанні об'єктно-орієнтованої архітектури, її об'єктами є зовнішні пристрої і програми. Операційна система автоматично розпізнає об'єкти і вносить зміни в конфігурацію абонентської системи.
Основні знання про PnP:
• PNP BIOS — розширення BIOS для роботи з PnP пристроями.
• Plug and Play Device ID — ідентифікатор PnP пристрої має вигляд PNPXXXX, де XXXX — спеціальний код.